# Pentium Dual-Core
Pour les articles homonymes, voir Pentium.
Pentium M (PC portable)
Pentium 4 (PC de bureau) Pentium (2009)
La gamme de microprocesseurs Pentium Dual-Core est composée de microprocesseurs double cœur d'entrée de gamme d'Intel. Les premiers Pentium Dual-Core ont été des Yonah, en 2006.

## Liste des modèles de Pentium Dual-Core

### Microprocesseurs Yonah
Les Pentium Dual Core T20xx/T21xx sont des Yonah d'entrée de gamme. Ce sont des processeurs double-cœur 32 bits. Ils disposent des technologies EIST et Execute Disable Bit.

### Microprocesseurs Conroe
L'apparition des E2xx0 marque le lancement officiel de la gamme Pentium Dual-Core. Il s'agit alors de proposer une déclinaison plus bridée des Core 2 Duo E6xx0 que ne sont les E4x00 pour compléter l'entrée de gamme entre ces derniers et les Celeron.
Les premières roadmap d'Intel font alors état d'une nomenclature distincte de ces processeurs et des Core 2 Duo E4x00 réunis sous le terme Allendale. Cette nomenclature, indirectement confirmée par la suite par ATI sera abandonnée puisqu'elle ne réapparaitra plus officiellement bien que le terme Allendale reste officieusement utilisé.
A l'image des Core 2 Duo E4x00, les Pentium Dual-Core E2xx0 bénéficient d'un coefficient multiplicateur élevé. Il compense ainsi le faible FSB et permet de conserver des fréquences de fonctionnement relativement élevées. Ces caractéristiques offrent ainsi de vastes possibilités d'overclocking conférant à ces processeurs une très bonne réputation d'autant plus que leurs tarifs étaient relativement bas.

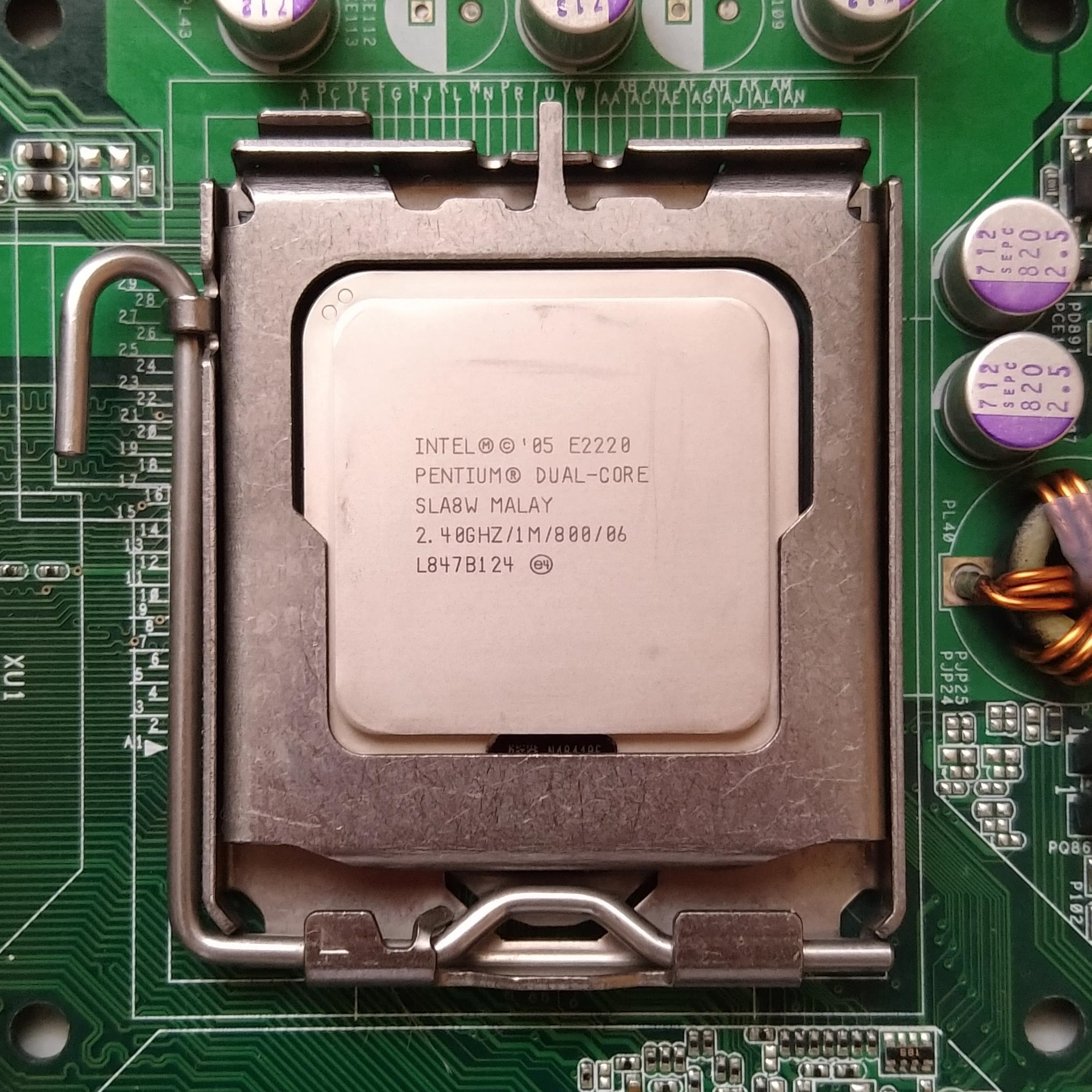
Pentium Dual-Core E2220 2,40 GHz

| Modèle                    | Nb. cœurs | Fréquence | Cache L1   | Cache L2 | Mult. | Tension       | TDP  | FSB      | Socket  | Références     | Commercialisation | Fin de vie |
| ------------------------- | --------- | --------- | ---------- | -------- | ----- | ------------- | ---- | -------- | ------- | -------------- | ----------------- | ---------- |
| Pentium Dual-Core - E2xx0 |           |           |            |          |       |               |      |          |         |                |                   |            |
| E2220                     | 2         | 2,40 GHz  | 2 × 64 Kio | 1 Mio    | ×12   | 0,85 - 1,50 V | 65 W | 800 MT/s | LGA 775 | HH80557PG0561M | 2 mars 2008       |            |
| E2200                     | 2         | 2,20 GHz  | 2 × 64 Kio | 1 Mio    | ×11   | 0,85 - 1,50 V | 65 W | 800 MT/s | LGA 775 | HH80557PG0491M | 2 décembre 2007   |            |
| E2180                     | 2         | 2,00 GHz  | 2 × 64 Kio | 1 Mio    | ×10   | 0,85 - 1,50 V | 65 W | 800 MT/s | LGA 775 | HH80557PG0411M | 26 août 2007      |            |
| E2160                     | 2         | 1,80 GHz  | 2 × 64 Kio | 1 Mio    | ×9    | 0,85 - 1,50 V | 65 W | 800 MT/s | LGA 775 | HH80557PG0331M | 3 juin 2007       |            |
| E2140                     | 2         | 1,60 GHz  | 2 × 64 Kio | 1 Mio    | ×8    | 0,85 - 1,50 V | 65 W | 800 MT/s | LGA 775 | HH80557PG0251M | 3 juin 2007       |            |

### Microprocesseurs Merom
| Modèle                    | Nb. cœurs | Fréquence | Cache L1   | Cache L2 | Mult. | Tension         | TDP  | FSB      | Socket   | Références     | Commercialisation |
| ------------------------- | --------- | --------- | ---------- | -------- | ----- | --------------- | ---- | -------- | -------- | -------------- | ----------------- |
| Pentium Dual-Core - T3x00 |           |           |            |          |       |                 |      |          |          |                |                   |
| T3400                     | 2         | 2,16 GHz  | 2 × 64 Kio | 1 Mio    | ×13   |                 | 35 W | 667 MT/s | Socket P | LF80537GF0481M | 2008              |
| T3200                     | 2         | 2,00 GHz  | 2 × 64 Kio | 1 Mio    | ×12   | 1,2500 V        | 35 W | 667 MT/s | Socket P | LF80537GF0411M | 2008              |
| Pentium Dual-Core - T2xx0 |           |           |            |          |       |                 |      |          |          |                |                   |
| T2410                     | 2         | 2,00 GHz  | 2 × 64 Kio | 1 Mio    | ×15   |                 | 35 W | 533 MT/s | Socket P | LF80537GE0411M | 2008              |
| T2390                     | 2         | 1,86 GHz  | 2 × 64 Kio | 1 Mio    | ×14   | 1,075 - 1,175 V | 35 W | 533 MT/s | Socket P | LF80537GE0361M | 2008              |
| T2370                     | 2         | 1,73 GHz  | 2 × 64 Kio | 1 Mio    | ×13   | 1,2125 V        | 35 W | 533 MT/s | Socket P | LF80537GE0301M | 2007              |
| T2330                     | 2         | 1,60 GHz  | 2 × 64 Kio | 1 Mio    | ×12   | 1,2125 V        | 35 W | 533 MT/s | Socket P | LF80537GE0251M | 2007              |
| T2310                     | 2         | 1,46 GHz  | 2 × 64 Kio | 1 Mio    | ×11   | 1,2125 V        | 35 W | 533 MT/s | Socket P | LF80537GE0201M | 2007              |

### Microprocesseurs Wolfdale
Les Pentium Dual Core E5x00 dérivent des Core 2 Duo Wolfdale. Ils se distinguent par un cache L2 et un FSB plus faible qui est compensé par un multiplicateur plus élevé ce qui leur permet de conserver des fréquences élevées. Par rapport aux cœurs Conroe dont ils sont le die-shrink, la série 5x00 voit son cache L2 doubler en passant à 2 Mio et toute la gamme bénéficie de fréquences largement supérieures. Les capacités d'overclocking qui ont caractérisé la précédente génération sont améliorés avec la possibilité de monter le processeur au-delà de 4 GHz.
Pour concurrencer les modèles Black Edition de AMD (dont le Phenom II X2 BE) caractérisés par un coefficient multiplicateur débloqué, Intel a décidé de commercialiser un modèle "K" possédant lui aussi cette même caractéristique mais généralement dévolu uniquement aux modèles haut-de-gamme Core 2 Extreme. Ces modèles se caractérisent en outre par l'absence de ventirads fournis. Mais le succès ne sera pas au rendez-vous : d'une part le E6500K nécessite une tension importante (1,7 V) pour atteindre des fréquences élevées (4,6 GHz) et d'autre part son tarif est jugé trop élevé.
| Modèle                    | Cœurs | Threads | Fréquence | Cache      | Cache | Mult. | Tension         | Révision (Sspec)              | TDP  | FSB       | Socket  | Référence                     | Commercialisation | Commercialisation | Commercialisation |
| Modèle                    | Cœurs | Threads | Fréquence | L1         | L2    | Mult. | Tension         | Révision (Sspec)              | TDP  | FSB       | Socket  | Référence                     | Début             | Fin               |                   |
| ------------------------- | ----- | ------- | --------- | ---------- | ----- | ----- | --------------- | ----------------------------- | ---- | --------- | ------- | ----------------------------- | ----------------- | ----------------- | ----------------- |
| Pentium Dual-Core - E6x00 |       |         |           |            |       |       |                 |                               |      |           |         |                               |                   |                   |                   |
| E6800                     | 2     | 2       | 3,33 GHz  | 2 × 64 Kio | 2 Mio | ×12,5 | 0,85 - 1,3625 V |                               | 65 W | 1066 MT/s | LGA 775 |                               | inconnu           | 30 décembre 2011  |                   |
| E6700                     | 2     | 2       | 3,20 GHz  | 2 × 64 Kio | 2 Mio | ×12   | 0,85 - 1,3625 V |                               | 65 W | 1066 MT/s | LGA 775 |                               | inconnu           | 30 décembre 2011  |                   |
| E6600                     | 2     | 2       | 3,06 GHz  | 2 × 64 Kio | 2 Mio | ×11,5 | 0,85 - 1,3625 V | R0 (SLGUG)                    | 65 W | 1066 MT/s | LGA 775 | AT80571PH0832ML               | 18 janvier 2010   |                   |                   |
| E6500K                    | 2     | 2       | 2,93 GHz  | 2 × 64 Kio | 2 Mio | ×11   | 0,85 - 1,3625 V | R0 (SLGYP)                    | 65 W | 1066 MT/s | LGA 775 | AT80571XH0772ML               | 9 août 2009       |                   |                   |
| E6500                     | 2     | 2       | 2,93 GHz  | 2 × 64 Kio | 2 Mio | ×11   | 0,85 - 1,3625 V | R0 (SLGUH)                    | 65 W | 1066 MT/s | LGA 775 | AT80571PH0772ML               | 9 août 2009       |                   |                   |
| E6300                     | 2     | 2       | 2,80 GHz  | 2 × 64 Kio | 2 Mio | ×10,5 | 0,85 - 1,3625 V | R0 (SLGU9)                    | 65 W | 1066 MT/s | LGA 775 | AT80571PH0722ML               | 31 mai 2009       | 24 décembre 2010  |                   |
| Pentium Dual-Core - E5x00 |       |         |           |            |       |       |                 |                               |      |           |         |                               |                   |                   |                   |
| E5800                     | 2     | 2       | 3,20 GHz  | 2 × 64 Kio | 2 Mio | ×16   | 0,85 - 1,3625 V |                               | 65 W | 800 MT/s  | LGA 775 |                               | 2010              | 30 décembre 2011  |                   |
| E5700                     | 2     | 2       | 3,00 GHz  | 2 × 64 Kio | 2 Mio | ×15   | 0,85 - 1,3625 V |                               | 65 W | 800 MT/s  | LGA 775 |                               | 2010              | 30 décembre 2011  |                   |
| E5500                     | 2     | 2       | 2,80 GHz  | 2 × 64 Kio | 2 Mio | ×14   | 0,85 - 1,3625 V |                               | 65 W | 800 MT/s  | LGA 775 | AT80571PG0722ML               | 18 avril 2010     |                   |                   |
| E5400                     | 2     | 2       | 2,70 GHz  | 2 × 64 Kio | 2 Mio | ×13,5 | 0,85 - 1,3625 V | R0 (QJLU, QLQG, SLB9V, SLGTK) | 65 W | 800 MT/s  | LGA 775 | AT80571PG0682M                | 18 janvier 2009   |                   |                   |
| E5300                     | 2     | 2       | 2,60 GHz  | 2 × 64 Kio | 2 Mio | ×13   | 0,85 - 1,3625 V | R0 (SLB9U, SLGQ6, SLGTL)      | 65 W | 800 MT/s  | LGA 775 | AT80571PG0642M                | 30 novembre 2008  | 18 février 2011   |                   |
| E5200                     | 2     | 2       | 2,50 GHz  | 2 × 64 Kio | 2 Mio | ×12,5 | 0,85 - 1,3625 V | M0 (QFHQ, SLAY7) R0 (SLB9T)   | 65 W | 800 MT/s  | LGA 775 | EU80571PG0602M                | 31 août 2008      | 7 mai 2010        |                   |
| Pentium Dual-Core - E2x10 |       |         |           |            |       |       |                 |                               |      |           |         |                               |                   |                   |                   |
| E2210                     | 2     | 2       | 2,20 GHz  | 2 × 64 Kio | 1 Mio | ×11   | 0,85 - 1,3625 V | M0 (SLB7N) R0 (SLB9R)         | 65 W | 800 MT/s  | LGA 775 | EU80571RG0491M AT80571RG0491M | 27 mai 2009       |                   |                   |

### Microprocesseurs Penryn
La gamme Penryn est relativement réduite en raison d'une gamme Core 2 Duo déjà relativement dense. Son die de 82 mm² (contre 111 mm² pour le Wolfdale) est adapté aux portables.
| Modèle                    | Nb. cœurs | Fréquence | Cache L1   | Cache L2 | Mult. | Tension         | TDP  | FSB      | Socket   | Références      | Commercialisation |
| ------------------------- | --------- | --------- | ---------- | -------- | ----- | --------------- | ---- | -------- | -------- | --------------- | ----------------- |
| Pentium Dual-Core - T4x00 |           |           |            |          |       |                 |      |          |          |                 |                   |
| T4500                     | 2         | 2,30 GHz  | 2 × 64 Kio | 1 Mio    | ×11,5 | 1,000 - 1,250 V | 35 W | 800 MT/s | Socket P |                 |                   |
| T4400                     | 2         | 2,20 GHz  | 2 × 64 Kio | 1 Mio    | ×11   | 1,000 - 1,250 V | 35 W | 800 MT/s | Socket P |                 | 2e trim. 2009     |
| T4300                     | 2         | 2,10 GHz  | 2 × 64 Kio | 1 Mio    | ×10,5 | 1,000 - 1,250 V | 35 W | 800 MT/s | Socket P |                 | 1er trim. 2009    |
| T4200                     | 2         | 2,00 GHz  | 2 × 64 Kio | 1 Mio    | ×10   | 1,000 - 1,250 V | 35 W | 800 MT/s | Socket P | AW80577GG0411MA | 1er trim. 2009    |
| Pentium - SU2x00          |           |           |            |          |       |                 |      |          |          |                 |                   |
| SU2700                    | 1         | 1,30 GHz  | 64 Kio     | 2 Mio    | ×6,5  | 1.050V-1.150V   | 10 W | 800 MT/s | Socket P | AV80585UG0132M  | 3e trim. 2009     |

### Microprocesseurs Clarkdale
À l'image des autres déclinaisons Clarkdale, le Pentium G6950 intègre sur le même die, un processeur graphique à savoir le HD Graphics. En tant qu'entrée de gamme, celui-ci bénéficie cependant d'une fréquence bien plus faible de 533 MHz contre 733 MHz  minimum pour les Core i3 et Core i5. Le processeur est aussi dépourvu de certains fonctionnalités telles que le mode Turbo, l'Hyper-threading ainsi que des instructions SSE4. Le Pentium G6950 apparait ainsi comme un simple processeur double-cœur. La variante G6951 peut toutefois être mise à jour en G6952 (avec activation de l'Hyper-Threading et de 1 Mo de cache supplémentaire) en achetant une carte prépayée contenant un code de déblocage.
| Modèle        | Cœurs (Threads) | Fréquence | Fréquence | Fréquence | Cache      | Cache   | Cache | Mult. | Tension        | Révision              | TDP  | Bus                    | Socket   | Référence                    | Commercialisation | Commercialisation | Commercialisation |
| Modèle        | Cœurs (Threads) | Cœurs     | Turbo     | IGP       | L1         | L2      | L3    | Mult. | Tension        | Révision              | TDP  | Bus                    | Socket   | Référence                    | Début             | Fin               |                   |
| ------------- | --------------- | --------- | --------- | --------- | ---------- | ------- | ----- | ----- | -------------- | --------------------- | ---- | ---------------------- | -------- | ---------------------------- | ----------------- | ----------------- | ----------------- |
| Pentium G69x0 |                 |           |           |           |            |         |       |       |                |                       |      |                        |          |                              |                   |                   |                   |
| G6960         | 2 (2)           | 2,93 GHz  | -         | 533 MHz   | 2 × 32 Kio | 512 Kio | 3 Mio | ×22   | 0,65 V - 1,4 V | K0 (SLBT6)            | 73 W | DMI + 2×DDR3 1066 MT/s | LGA 1156 | CM80616005373AA              | T1 2011           |                   |                   |
| G6952         | 2 (4)           | 2,80 GHz  | -         | 533 MHz   | 2 × 32 Kio | 512 Kio | 4 Mio | ×21   | 0,65 V - 1,4 V |                       | 73 W | DMI + 2×DDR3 1066 MT/s | LGA 1156 |                              |                   |                   |                   |
| G6951         | 2 (2)           | 2,80 GHz  | -         | 533 MHz   | 2 × 32 Kio | 512 Kio | 3 Mio | ×21   | 0,65 V - 1,4 V | K0 (SLBTF)            | 73 W | DMI + 2×DDR3 1066 MT/s | LGA 1156 | CM80616004593AF              | T3 2011           |                   |                   |
| G6950         | 2 (2)           | 2,80 GHz  | -         | 533 MHz   | 2 × 32 Kio | 512 Kio | 3 Mio | ×21   | 0,65 V - 1,4 V | C2 (SLBMS) K0 (SLBTG) | 73 W | DMI + 2×DDR3 1066 MT/s | LGA 1156 | CM80616004593AE BX80616G6950 | 7 janvier 2010    |                   |                   |

### Microprocesseurs Sandy Bridge

#### 32 nm
| Modèle  | Cœurs (threads) | Fréquence | Fréquence | Fréquence                     | Cache      | Cache       | Cache | Mult. | Tension | Révision (Sspec) | TDP  | bus                                     | Socket   | Référence                    | Commercialisation | Commercialisation | Commercialisation |
| Modèle  | Cœurs (threads) | Cœurs     | Turbo     | IGP                           | L1         | L2          | L3    | Mult. | Tension | Révision (Sspec) | TDP  | bus                                     | Socket   | Référence                    | Début             | Fin               |                   |
| ------- | --------------- | --------- | --------- | ----------------------------- | ---------- | ----------- | ----- | ----- | ------- | ---------------- | ---- | --------------------------------------- | -------- | ---------------------------- | ----------------- | ----------------- | ----------------- |
| Pentium |                 |           |           |                               |            |             |       |       |         |                  |      |                                         |          |                              |                   |                   |                   |
| G620T   | 2 (2)           | 2,2 GHz   | -         | HD Graphics 650 MHz (1.1 GHz) | 2 × 64 Kio | 2 × 256 Kio | 3 Mio | ×22   |         | Q0 (SR05T)       | 35 W | 2×DDR3 + DMI + FDI + 16×PCI-express 2.0 | LGA 1155 | CM8062301046504 BX80623G620T | T2 2011           | T2 2012           |                   |
| G630T   | 2 (2)           | 2,3 GHz   | -         | HD Graphics 650 MHz (1.1 GHz) | 2 × 64 Kio | 2 × 256 Kio | 3 Mio | ×23   |         | Q0 (SR05U)       | 35 W | 2×DDR3 + DMI + FDI + 16×PCI-express 2.0 | LGA 1155 | CM8062301046604 BX80623G630T | T3 2011           | 23 aout 2013      |                   |
| G640T   | 2 (2)           | 2,4 GHz   | -         | HD Graphics 650 MHz (1.1 GHz) | 2 × 64 Kio | 2 × 256 Kio | 3 Mio | ×24   |         | Q0 (SR066)       | 35 W | 2×DDR3 + DMI + FDI + 16×PCI-express 2.0 | LGA 1155 | CM8062301002204 BX80623G640T | T2 2012           | 23 aout 2013      |                   |
| G645T   | 2 (2)           | 2,5 GHz   | -         | HD Graphics 650 MHz (1.1 GHz) | 2 × 64 Kio | 2 × 256 Kio | 3 Mio | ×25   |         | Q0 (SR0S0)       | 35 W | 2×DDR3 + DMI + FDI + 16×PCI-express 2.0 | LGA 1155 | CM8062301263701              | T3 2012           | 23 aout 2013      |                   |
| G860T   | 2 (2)           | 2,6 GHz   | -         | HD Graphics 650 MHz (1.1 GHz) | 2 × 64 Kio | 2 × 256 Kio | 3 Mio | ×26   |         | Q0 (SR0MF)       | 35 W | 2×DDR3 + DMI + FDI + 16×PCI-express 2.0 | LGA 1155 | CM8062301198300              | T2 2012           | 23 aout 2013      |                   |
| G620    | 2 (2)           | 2,6 GHz   | -         | HD Graphics 850 MHz (1.1 GHz) | 2 × 64 Kio | 2 × 256 Kio | 3 Mio | ×26   |         | Q0 (SR05R)       | 65 W | 2×DDR3 + DMI + FDI + 16×PCI-express 2.0 | LGA 1155 | CM8062301046304 BX80623G620  | T2 2011           | 23 aout 2013      |                   |
| G622    | 2 (2)           | 2,6 GHz   | -         | HD Graphics 850 MHz (1.1 GHz) | 2 × 64 Kio | 2 × 256 Kio | 3 Mio | ×26   |         |                  | 65 W | 2×DDR3 + DMI + FDI + 16×PCI-express 2.0 | LGA 1155 |                              | T2 2011           | 23 aout 2013      |                   |
| G630    | 2 (2)           | 2,7 GHz   | -         | HD Graphics 850 MHz (1.1 GHz) | 2 × 64 Kio | 2 × 256 Kio | 3 Mio | ×27   |         | Q0 (SR05S)       | 65 W | 2×DDR3 + DMI + FDI + 16×PCI-express 2.0 | LGA 1155 | CM8062301046404 BX80623G630  | T3 2011           | 23 aout 2013      |                   |
| G632    | 2 (2)           | 2,7 GHz   | -         | HD Graphics 850 MHz (1.1 GHz) | 2 × 64 Kio | 2 × 256 Kio | 3 Mio | ×27   |         |                  | 65 W | 2×DDR3 + DMI + FDI + 16×PCI-express 2.0 | LGA 1155 |                              | T3 2011           |                   |                   |
| G640    | 2 (2)           | 2,8 GHz   | -         | HD Graphics 850 MHz (1.1 GHz) | 2 × 64 Kio | 2 × 256 Kio | 3 Mio | ×28   |         | Q0 (SR059)       | 65 W | 2×DDR3 + DMI + FDI + 16×PCI-express 2.0 | LGA 1155 | CM8062307260314              | T2 2012           | 23 aout 2013      |                   |
| G645    | 2 (2)           | 2,9 GHz   | -         | HD Graphics 850 MHz (1.1 GHz) | 2 × 64 Kio | 2 × 256 Kio | 3 Mio | ×29   |         | Q0 (SR0RS)       | 65 W | 2×DDR3 + DMI + FDI + 16×PCI-express 2.0 | LGA 1155 | CM8062301262601 BX80623G645  | T3 2012           | 23 aout 2013      |                   |
| G840    | 2 (2)           | 2,8 GHz   | -         | HD Graphics 850 MHz (1.1 GHz) | 2 × 64 Kio | 2 × 256 Kio | 3 Mio | ×28   |         | Q0 (SR05P)       | 65 W | 2×DDR3 + DMI + FDI + 16×PCI-express 2.0 | LGA 1155 | CM8062301046104 BX80623G840  | T2 2011           | T2 2012           |                   |
| G850    | 2 (2)           | 2,9 GHz   | -         | HD Graphics 850 MHz (1.1 GHz) | 2 × 64 Kio | 2 × 256 Kio | 3 Mio | ×29   |         | Q0 (SR05Q)       | 65 W | 2×DDR3 + DMI + FDI + 16×PCI-express 2.0 | LGA 1155 | CM8062301046204 BX80623G850  | T2 2011           | 23 aout 2013      |                   |
| G860    | 2 (2)           | 3,0 GHz   | -         | HD Graphics 850 MHz (1.1 GHz) | 2 × 64 Kio | 2 × 256 Kio | 3 Mio | ×30   |         | Q0 (SR058)       | 65 W | 2×DDR3 + DMI + FDI + 16×PCI-express 2.0 | LGA 1155 | CM8062307260237 BX80623G860  | T3 2011           | 23 aout 2013      |                   |
| G870    | 2 (2)           | 3,1 GHz   | -         | HD Graphics 850 MHz (1.1 GHz) | 2 × 64 Kio | 2 × 256 Kio | 3 Mio | ×31   |         | Q0 (SR057)       | 65 W | 2×DDR3 + DMI + FDI + 16×PCI-express 2.0 | LGA 1155 | CM8062307260115              | T2 2012           | 23 aout 2013      |                   |

#### 22 nm
| Modèle  | Cœurs (threads) | Fréquence | Fréquence | Fréquence          | Cache      | Cache       | Cache | Mult. | Tension | Révision (Sspec) | TDP  | bus                               | Socket   | Référence                    | Commercialisation | Commercialisation | Commercialisation |
| Modèle  | Cœurs (threads) | Cœurs     | Turbo     | IGP                | L1         | L2          | L3    | Mult. | Tension | Révision (Sspec) | TDP  | bus                               | Socket   | Référence                    | Début             | Fin               |                   |
| ------- | --------------- | --------- | --------- | ------------------ | ---------- | ----------- | ----- | ----- | ------- | ---------------- | ---- | --------------------------------- | -------- | ---------------------------- | ----------------- | ----------------- | ----------------- |
| Pentium |                 |           |           |                    |            |             |       |       |         |                  |      |                                   |          |                              |                   |                   |                   |
| G2020T  | 2 (2)           | 2,5 GHz   | -         | 650 MHz (1,05 GHz) | 2 × 64 Kio | 2 × 256 Kio | 3 Mio | ×25   |         | P0 (SR10G)       | 35 W | 2×DDR3 + DMI + 16×PCI-express 2.0 | LGA 1155 | CM8063701444601              | janvier 2013      |                   |                   |
| G2100T  | 2 (2)           | 2,6 GHz   | -         | 650 MHz (1,05 GHz) | 2 × 64 Kio | 2 × 256 Kio | 3 Mio | ×26   |         | P0 (SR0UJ)       | 35 W | 2×DDR3 + DMI + 16×PCI-express 2.0 | LGA 1155 | CM8063701219000              | T3 2012           |                   |                   |
| G2010   | 2 (2)           | 2,8 GHz   | -         | 650 MHz (1,05 GHz) | 2 × 64 Kio | 2 × 256 Kio | 3 Mio | ×28   |         | P0 (SR10J)       | 55 W | 2×DDR3 + DMI + 16×PCI-express 2.0 | LGA 1155 | CM8063701444800 BX80637G2010 | janvier 2013      |                   |                   |
| G2020   | 2 (2)           | 2,9 GHz   | -         | 650 MHz (1,05 GHz) | 2 × 64 Kio | 2 × 256 Kio | 3 Mio | ×29   |         | P0 (SR10H)       | 55 W | 2×DDR3 + DMI + 16×PCI-express 2.0 | LGA 1155 | CM8063701444700 BX80637G2020 | janvier 2013      |                   |                   |
| G2120   | 2 (2)           | 3,1 GHz   | -         | 650 MHz (1,05 GHz) | 2 × 64 Kio | 2 × 256 Kio | 3 Mio | ×31   |         | P0 (SR0UF)       | 55 W | 2×DDR3 + DMI + 16×PCI-express 2.0 | LGA 1155 | CM8063701095801 BX80637G2120 | janvier 2013      |                   |                   |
| G2130   | 2 (2)           | 3,2 GHz   | -         | 650 MHz (1,05 GHz) | 2 × 64 Kio | 2 × 256 Kio | 3 Mio | ×32   |         | P0 (SR0YU)       | 55 W | 2×DDR3 + DMI + 16×PCI-express 2.0 | LGA 1155 | CM8063701391200 BX80637G2130 | janvier 2013      |                   |                   |